# Rhys ap Gruffydd (ribelle)
Rhys ap Gruffydd ap Rhys (1508 – dicembre 1531) è stato un militare gallese. Era un potente proprietario terriero che fu accusato di ribellione contro il re Enrico VIII e di complottare con Giacomo V di Scozia per diventare principe di Galles. Fu giustiziato come ribelle.

## Primi anni di vita
Rhys nacque nel 1508 ed era il figlio di Gruffydd ap Rhys ap Thomas e nipote Rhys ap Thomas, l'uomo più potente del Galles e stretto alleato di re Enrico VII. Suo padre morì nel 1521, lasciandolo erede di suo nonno. Nel 1524 sposò lady Catherine Howard (nata ad Ashwellthorpe, nel Norfolk, nel 1499 circa), ed era figlia di Thomas Howard, II duca di Norfolk, e della sua seconda moglie Agnes Tylney.
Come erede di suo nonno, Rhys si aspettava di ereditare i suoi possedimenti e titoli. Tuttavia, quando nel 1525 Rhys ap Thomas morì, Enrico VIII diede i suoi più importanti titoli e incarichi a Walter Devereux, IX barone Ferrers di Chartley portando a una faida tra i Rhys e i Ferrers che si intensificò nel corso degli anni successivi.

## Conflitto con Ferrer
Rhys tentò di aumentare la sua influenza in Galles e chiese al cardinale Thomas Wolsey di ricevere vari incarichi. Il potenziale di conflitto con Ferrers aumentò quando ad entrambi gli uomini fu concesso il diritto di estendere il loro numero di servitori. Questo portò alla nascita di bande armate concorrenti. Il cattivo sangue tra i Rhys e i Ferrers raggiunse un punto di crisi nel giugno del 1529, quando Ferrer mostrò il suo status durante i preparativi per l'annuale Corte delle Grandi Sessioni di Carmarthen. Rhys, circondato da quaranta uomini armati, minacciò Ferrers con un coltello. Rhys fu arrestato e imprigionato nel castello di Carmarthen. Catherine, la moglie di Rhys, intensificò la situazione raccogliendo centinaia di suoi sostenitori e attaccando il castello. In seguito minacciò Ferrers stesso con una banda armata. Nel conflitto tra le due fazioni furono uccisi molti uomini del barone. Le fazioni continuarono a causare altri disordini nei mesi successivi, portando a morti in combattimenti di strada e atti di pirateria.

## Accuse di tradimento
Le azioni ribelli dei sostenitori di Rhys portarono al trasferimento del ribelle in prigione a Londra entro il 1531. A questo punto re Enrico VIII iniziò a sostenere che Rhys stava tentando di rovesciare il suo governo in Galles. Rhys aveva infatti aggiunto il cognome "Fitz-Urien" al suo nome, riferendosi a Urien, l'antico sovrano gallese di Rheged, una figura dai contorni mitologici. Gli accusatori di Rhys affermarono che si trattava di un tentativo di affermarsi come principe di Galles. Secondo loro avrebbe anche complottato con Giacomo V di Scozia per rovesciare Enrico in adempimento delle antiche profezie gallesi.
Rhys fu condannato per tradimento e giustiziato nel dicembre del 1531. L'esecuzione causò diffuso sgomento in quanto si era sempre proclamato innocente. Lo scrittore contemporaneo Ellis Gruffudd, tuttavia, sostenne che l'arroganza della famiglia Rhys aveva causato la loro caduta, dicendo che "molti uomini consideravano la sua morte una punizione divina per le falsità dei suoi antenati, il nonno e il bisnonno, e per le oppressioni e i torti di cui si macchiarono. Furono maledetti dai poveri che erano i loro vicini, per averli privati delle loro case, terre e ricchezze".

Lo storico Ralph Griffith afferma che: 
 Si credeva che Rhys fosse contrario alla Riforma e avesse parlato in modo sprezzante di Anna Bolena. Era stato anche amico di Caterina d'Aragona e del cardinale Thomas Wolsey. Liberarsi di Rhys aiutò quindi Enrico a preparare il terreno per lo scisma anglicano. L'esecuzione portò tuttavia al timore di una ribellione gallese. Un sacerdote si disse preoccupato che i gallesi e gli irlandesi si unissero agli oppositori del re.

## Famiglia
Con la sua morte, i vasti possedimenti di Rhys furono incamerati dalla Corona. I suoi figli sono conosciuti con il cognome anglicizzato "Rice". A suo figlio, Griffith Rice (1530-1584 ca.), vennero restituite alcune tenute di famiglia dalla regina Maria I. Sua figlia Agnes Rice ebbe una celebre relazione con William Stourton, VII barone Stourton, e, sfidando i diritti della vedova e dei figli, ereditò gran parte delle proprietà di Stourton dopo la sua morte nel 1548. In seguito si risposò con sir Edward Baynton. Ebbe figli sia da William che da Edward.